# Matstrupscancer
Matstrupscancer eller esofaguscancer är en cancer som har sitt ursprung i matstrupen. De som drabbas uppvisar ofta dysfagi (svårigheter att svälja) samt viktnedgång. Andra symptom kan vara smärta vid sväljning, heshet, förstorade lymfknutor i området kring nyckelbenet, torrhosta, och i vissa fall blodig hosta eller blodiga kräkningar.

## Orsaker
Det finns två huvudsakliga typer av matstrupscancer: skivepitelcancer, vilket är den vanligare typen i utvecklingsländer, och  adenocarcinom, vilken oftare förekommer i utvecklade länder. Det finns även ett antal mindre vanliga typer.
De vanligaste bidragande orsakerna till cancer av skivepiteltyp är:
- tobaksrökning
- alkoholintag
- förtärande av het dryck
- dålig kost.

Skivepitelcancer uppstår från det flerskiktade skivepitelet som täcker insidan av matstrupen.
För cancer av adenocarcinomtyp är de  vanligaste orsakerna:
- tobaksrökning,
- fetma
- gastroesofageal reflux.

De förändringar som uppstår vid Barretts esofagus föregår ofta adenocarcinom. Adenocarcinom utgår från glandulära celler som finns i den nedre tredjedelen av matstrupen.

## Diagnos och behandling
Sjukdomen diagnostiseras med hjälp av biopsi via ett endoskop med fiberoptisk kamera. Preventiva åtgärder inbegriper rökstopp och byte till hälsosam kost. Behandlingen anpassas till  cancerstadiet och dess läge samt personens övriga hälsa och preferens.

### Skivepitelcancer
Små lokaliserade skivepitelcancrar kan endast behandlas kirurgiskt, med förhoppning om fullständig bot.

### Matstrupscancer
Matstrupscancer kan diagnostiseras med olika radiologiska metoder. Datortomografi av thorax är en metod som man kan använda. Dessutom kan man även genomgå en positronemissionstomografi (PET-CT) för att vidare bestämma cancerstadiet enligt de nationella riktlinjer för matstrupscancer. När patienter har fått sin diagnos ska den diskuteras på en multidisciplinär konferens tillsammans med kirurger, onkologer och radiologer för att komma fram till cancerstadium samt för att besluta om behandlingsalternativen. I de flesta andra fall används cellgiftsbehandling med eller utan strålbehandling tillsammans med kirurgi.
Cellgifts- och strålbehandling kan hämma tillväxten av större tumörer. För dem med omfattande sjukdom och som inte är tillräckligt friska för behandlingen rekommenderas palliativ vård. Prognosen beror på sjukdomens omfattning och förekomsten av andra medicinska problem, men är generellt dålig då diagnosen ofta ställs sent. Femårsöverlevnaden är omkring 13 procent.

## Epidemiologi
År 2012 var matstrupscancer den åttonde vanligaste cancern i världen med 456 000 nya fall. Den orsakade 400 000 dödsfall det året, vilket var en ökning från 345 000 dödsfall  1990. Förekomsten varierar kraftigt mellan länder, och kring hälften av alla fall sker i Kina. Sjukdomen är kring tre gånger vanligare bland män än kvinnor.

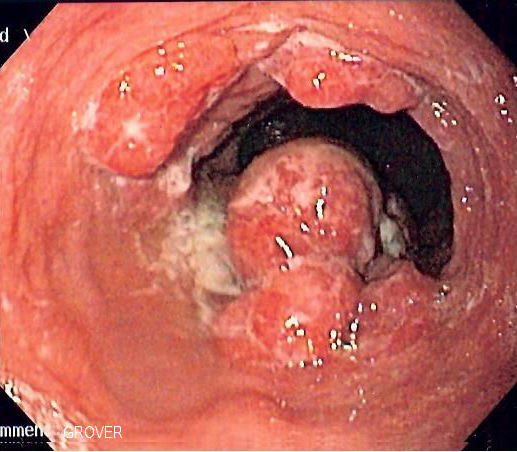
Endoskopi-bild av en patient med esofagealt adenocarcinom